# Claude Pocquet de Livonnière
Claude Pocquet de Livonnière (18 juillet 1651 Villedieu-la-Blouëre - mai 1726, Paris), est un jurisconsulte français.

## Biographie
Il fut éduqué au collège de l'Oratoire à Angers. Il prête serment d'avocat au parlement de Paris, il est nommé conseiller au présidial et échevin d'Angers en 1684.
Professeur de droit français à l'université d'Angers, il est l'un des fondateurs de l'Académie des sciences, belles-lettres et arts d'Angers en 1685, dont il devient secrétaire perpétuel.
Il est le père de Claude-Gabriel (1684-1762), également jurisconsulte, et de Jean (1696-1767), anobli par la charge de conseiller maître à la chambre des comptes de Blois et  conseiller du roi au siège présidial d'Angers. Jean était le père de Scévole (1728-1794), avocat au parlement de Paris, conseiller du roi et maître ordinaire à la chambre des comptes de Blois en survivance de son père, victime de la Révolution, lui-même père de Scévole (1753-1816), lieutenant au régiment de Conti-Infanterie, délégué de la noblesse aux États généraux de 1789 et officier de l'armée des princes, et d'Augustin François, cadet gentilhomme au régiment d'Agénois. Il participe à la bataille de Yorktown. Les Pocquet de Livonnière subsistants sont issus de cette lignée.

## Publications
- Règles de droit français
- Traité des fiefs

## Sources
- Célestin Port, Dictionnaire Historique de Maine-et-Loire
- Louis-Marie Prudhomme, Dictionnaire universel, géographique, statistique, historique et politique de la France, 1804
- Jean-Pierre Niceron, Briasson, Mémoires pour servir à l'histoire des hommes illustres dans la république des lettres avec un catalogue raisonné de leurs ouvrages, 1733
- Jean-Chrétien-Ferdinand Hœfer, Nouvelle Biographie générale, t.31